# 戸田大介
戸田 大介（とだ だいすけ、1991年4月21日 - ） は、日本のソフトウェアデザイナー。
bondavi株式会社代表取締役社長。

## 人物・略歴
山形県尾花沢市出身。
新潟大学工学部卒業後（大学在学中にTOEIC 900点を取得）、電通アイソバー (現・電通デジタル) に入社し、データ分析業務を担当。
その後独立し、bondavi株式会社を設立。
1日の作業時間は4時間未満で、デザイン、ライティング、データ分析、プログラミング (一部プロジェクト以外) を全て自ら行っている。

## 活動
大学生時代からアプリ開発を始め、会社員時代も趣味として継続していたアプリ開発に専念するために、独立。
「見返りなしで100%のアプリ」のポリシーの下、作品には一切広告を入れず、寄付以外の課金アイテムも全く入れないスタイルを貫いている。

## 著書
- 200万人の「挫折」と「成功」のデータからわかった 継続する技術 （ディスカヴァー・トゥエンティワン、2024年）

## メディア出演
テレビ
- めざましどようび（2022年8月）
- THE TIME,（2022年8月）

ラジオ
ラジオ
- MORNING BOOOOOOST　（2022年9月）
- FM cocolo - 僕らは海峡を渡る by 若旦那 (新羅慎二)　（2022年8月）
- FMヨコハマ - Brand New! Friday（2022年7月）

WEB
- ライフハッカー　「ムダな機能」が収益源？ アプリ会社なのに広告完全排除で生き残るbondaviの美学
- DG Lab Haus　「人の役に立つ」　寄付のみで運営のスタートアップ4年目の到達点
- NewsCrunch　日本一のアプリを作る戸田大介「自分が嫌なことはユーザーにもしない」
- マイナビ・アンドエンジニア　累計ダウンロード数300万「でも赤字」。bondavi株式会社に学ぶ、”幸せ"のモノづくり論【前編】
- マイナビ・アンデエンジニア　「天才じゃないとダメ…みたいな世界は苦手で」bondavi代表が語る”ユーザーを魅了する"アプリ開発の源泉とは【後編】
- デイリースポーツ　「ずっと赤字」のアプリ会社、収益事業まで手放す！貧乏暮らしがどうした「役に立てている」
- まいにち doda  何にどれくらい集中するかをシンプルに管理！ 集中力を高めるアプリ「集中」とは＜開発者インタビュー＞